# Pygopleurus monticola
Pygopleurus monticola är en skalbaggsart som beskrevs av Rudolph Petrovitz 1964. Pygopleurus monticola ingår i släktet Pygopleurus och familjen Glaphyridae. Inga underarter finns listade i Catalogue of Life.